# Ring O' Records
Ring O' Records foi uma gravadora fundada pelo ex-Beatle Ringo Starr em 1975. A formação do selo coincidiu com o fim da Apple Records, dos Beatles, e permitiu que Starr continuasse apoiando os projetos de outros artistas, mantendo sua carreira solo. O selo foi fechado em 1978, não conseguindo sucesso comercial com uma lista de artistas que incluía David Hentschel, Bobby Keys, Graham Bonnet e Rab Noakes. O próprio Starr nunca gravou para a Ring O' Records, embora, após o término de seu contrato com a Apple em janeiro de 1976, tenha assinado com a Polydor, que distribuiu sua gravadora pela Europa. A partir de 1977, a Ring O' foi distribuída em alguns territórios pela Mercury Records.

## História
Ringo Starr decidiu formar sua própria gravadora, como George Harrison fez com a Dark Horse em 1974, depois que os dois ex-companheiros de banda consideraram comprar a empresa dos Beatles, a Apple Records, e rodá-la juntos. O nome "Ring O' Records" foi sugerido por John Lennon. Em setembro de 1973, Starr comprou a propriedade de Lennon em Berkshire, Tittenhurst Park, que incluía um estúdio de gravação que ele renomeou como Starling Studios e começou a contratar outros artistas. O logotipo da gravadora era um telefone cromado, que era um dos designs excêntricos comercializados pela empresa de móveis de Starr e Robin Cruikshank, Ringo Or Robin Limited. A distribuição da Ring O' Records foi inicialmente compartilhada entre a Polydor e, nos Estados Unidos e Canadá, a Capitol Records. Esse acordo foi anunciado na revista Billboard em dezembro de 1974, juntamente com um relatório prevendo a iminente resolução de diferenças relacionadas à dissolução formal da parceria de negócios dos Beatles.
Iniciada em fevereiro de 1975, os lançamentos inaugurais da gravadora foram o álbum Sta*rtling Music, do tecladista David Hentschel, e seu single principal, "Oh My My". O álbum era uma interpretação instrumental do LP de Starr de 1973, Ringo, interpretado por Hentschel no sintetizador ARP. No início de abril de 1975, Starr promoveu a Ring O' com uma série de entrevistas impressas e de rádio em Londres. Ecoando as intenções dos Beatles para fundar a Apple, ele disse que fundou a empresa para que os artistas "não tenham que implorar". Também disse: "Eu gostaria que fosse como a United Artists. Meu objetivo no final é reunir todos os independentes, para que todos possamos administrar nosso próprio negócio. Do jeito que está, todos nós somos administrados por pessoas cuja única qualificação é como um contador”. Ao contrário de Harrison com a Dark Horse, Starr tinha um envolvimento limitado com o selo, que foi dirigida por Barry Anthony.
A Ring O' assinou com o saxofonista Bobby Keys um contrato de longo prazo. Seu lançamento de estreia para o selo foi o single "Gimmie the Key", em agosto de 1975. Starr esperava assinar também com seu amigo Harry Nilsson, mas este optou por renovar seu contrato com a RCA Records. Os próximos dois lançamentos da Ring O' foram os singles do cantor e compositor australiano Carl Groszmann, "I've Had It", e do "Coronel" Doug Bogie, com seu arranjo reggae de "Away in a Manger". Assim como os artistas subsequentes da Ring O' Records, como Graham Bonnet, Stormer, Johnny Warman e Suzanne, nenhum desses obteve sucesso na gravadora.
A empresa assinou com onze artistas e lançou quinze singles e cinco álbuns entre 1975 e 1978. Com a própria carreira de Starr em declínio no final da década de 1970, ele e Anthony ficaram desanimados com o que viram como o fracasso da Polydor em apoiar o selo. Já em 1976, um executivo da Polydor comentou que Starr estava tratando sua gravadora "como um brinquedo". Depois que o contrato de Starr com a Polydor expirou em agosto de 1978, a Ring O' continuou sob o pretexto de Able Label Productions até o seu fechamento em dezembro. Entre seus lançamentos finais estavam o single "Restless", de Rab Noakes, e um single de Dirk & Stig (do Rutles), "Ging Gang Goolie". Escrevendo em 1981, o ex-jornalista da NME Bob Woffinden comentou sobre a Ring O' Records: "O nome era perfeito, mas pouca coisa no projeto estava certo ... Pode-se naturalmente apreciar o desejo altruísta de ajudar artistas em dificuldades, mas há maneiras menos perigosas de se fazer isso."